# Linka 5 (tramvaj v Île-de-France)
 

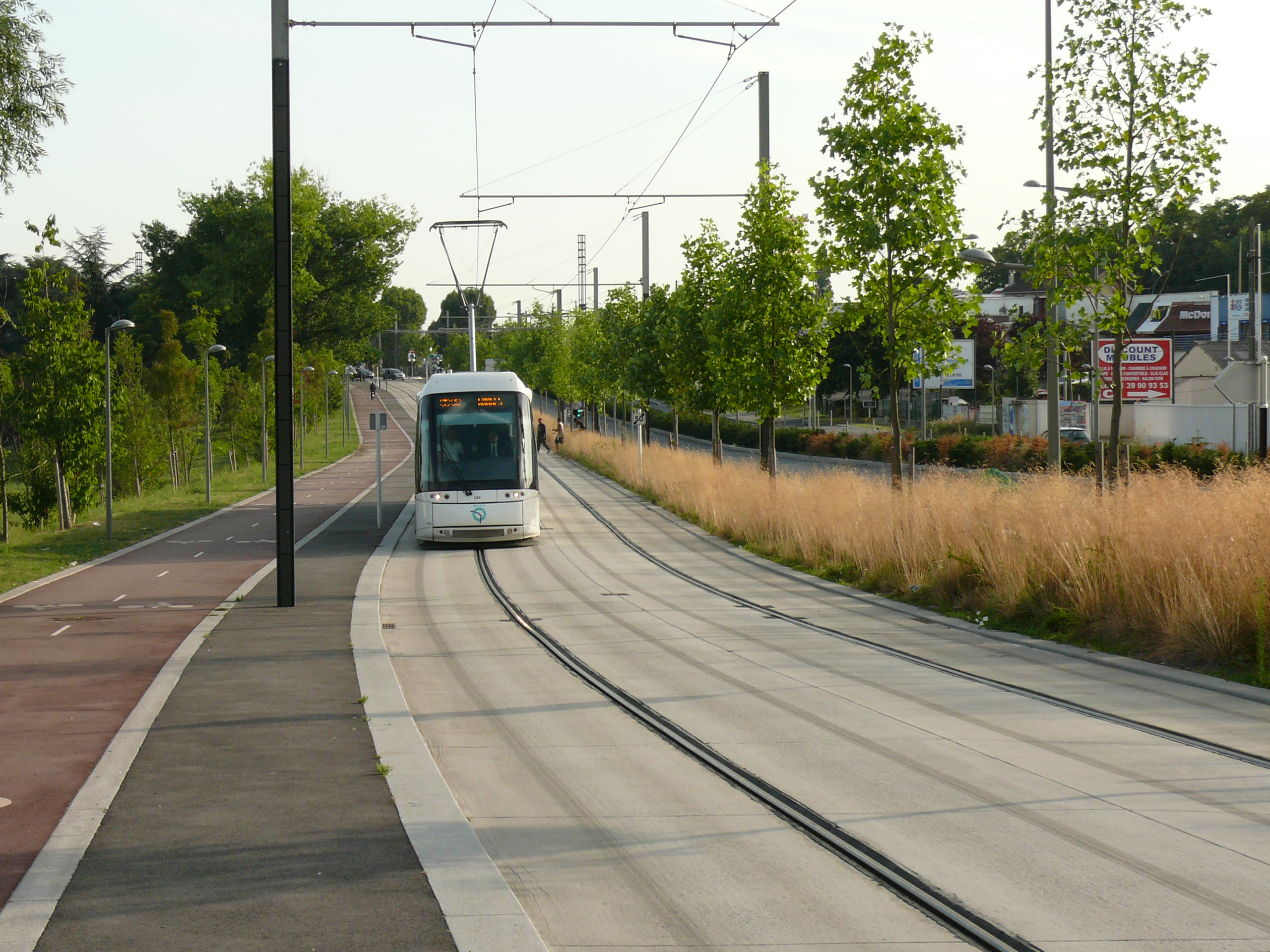
Tramvaj u obce Sarcelles

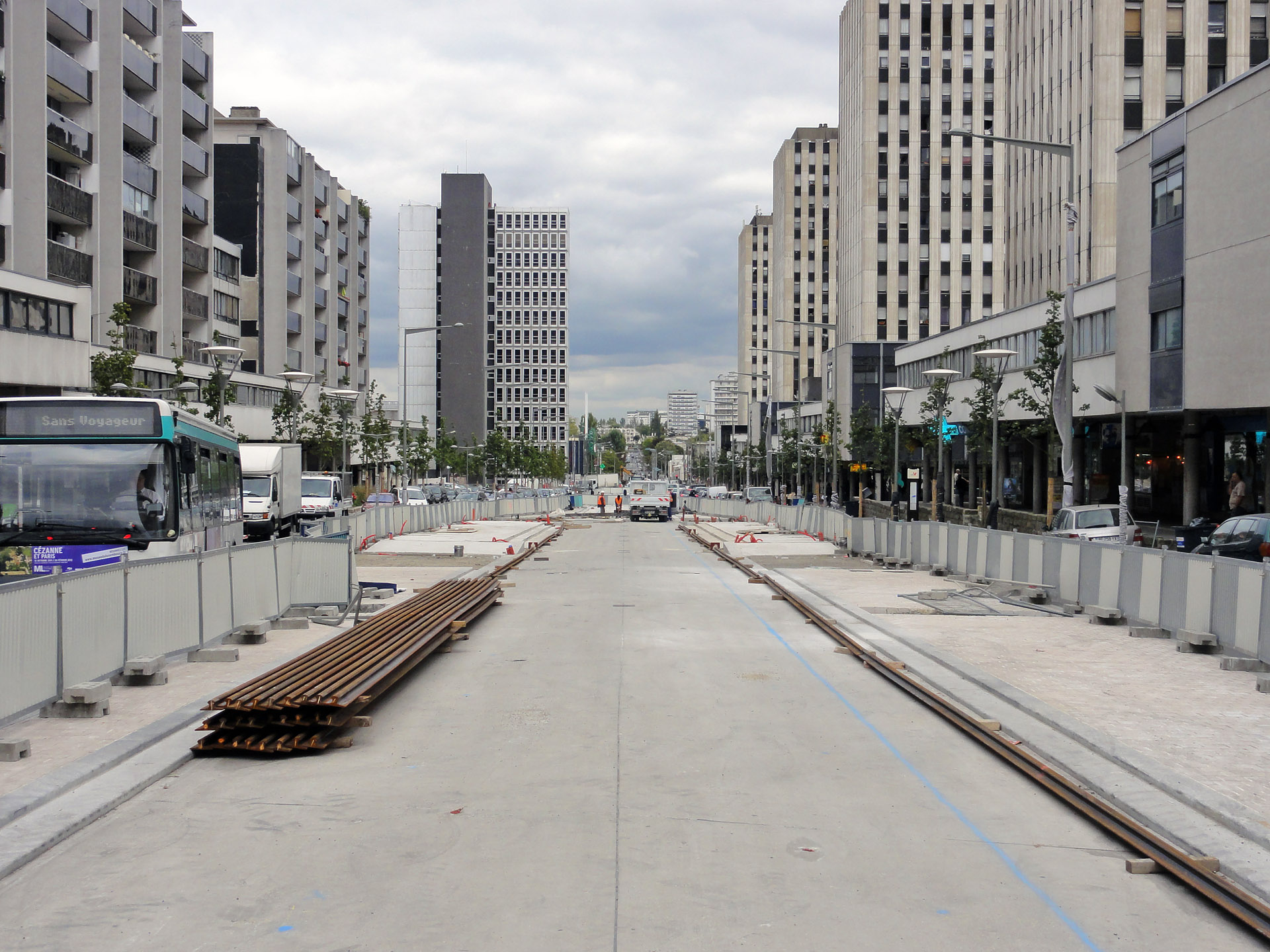
Výstavba tratě v Sarcelles (2011)

Linka T5 je jednou z linek tramvajové dopravy v regionu Île-de-France. V systému MHD je značena fialovou barvou, je 6,6 km dlouhá a má celkem 16 stanic. Provoz byl zahájen 29. července 2013 po šesti letech prací. Ročně přepraví 20 miliónů cestujících a jejím provozovatelem je pařížský dopravní podnik RATP. Jedná se o první tramvaj na pneumatikách systému Translohr v regionu Île-de-France.

## Historie
Region Île-de-France přijal v roce 1994 plán na vytvoření tehdy ještě nespecifikovaného dopravního systému, který by propojil stanici metra 13 Saint-Denis - Université a stanici RER D Garges – Sarcelles. STIF (nyní Île-de-France Mobilités) schválila v roce 2000 projekt na výstavbu dráhy pro tramvaj na pneumatikách systému Translohr, a to mezi městy Saint-Denis a Sarcelles. Výstavba trati pro vozidla o šířce 2,2 metru s jednou vodící kolejnicí a poloměrem otáčení pouhých 10,5 metru dovolila zabrat menší část prostoru v dotčených ulicích než v případě výstavby klasické tramvajové tratě. Také vozovnu v Pierrefitte-sur-Seine bylo možné postavit na menším pozemku. První cestující linka svezla v polovině roku 2013.

## Trať
Trať je dlouhá 6,6 kilometru a spojuje města Saint-Denis, Pierrefitte-sur-Seine a Sarcelles v departementech Seine-Saint-Denis a Val-d'Oise severně od Paříže. Cesta z konečné na konečnou trvá 22 minut, průměrná vzdálenost mezi zastávkami činí 440 metrů. 

Plán linky 5

## Vozový park
Provoz na lince T5 zajišťuje 17 tříčlánkových souprav Translohr STE3 s délkou 25 metrů, šířkou 2,2 metru a přepravní kapacitou 127 cestujících (4 cestující na m2). Jsou vybaveny osmi pneumatikami a osmi vodícími kolečky, mezi které je upnuta sředová kolejnice. Maximální rychlost je 70 km/h.

Průřez vodicí kolejnicí a vodicími kolečky systému Translohr. Kolejnici svírají dvě kolečka v pravém úhlu

## Seznam stanic
| Linka T5              | Linka T5                 | Linka T5              |
| Stanice               | Přestupy                 | Obec                  |
| --------------------- | ------------------------ | --------------------- |
| Marché de Saint-Denis | Basilique de Saint-Denis | Saint-Denis           |
| Baudelaire            |                          | Saint-Denis           |
| Roger Sémat           |                          | Saint-Denis           |
| Guynemer              | Saint-Denis – Université | Saint-Denis           |
| Petit Pierrefitte     |                          | Pierrefitte-sur-Seine |
| Joncherolles          |                          | Pierrefitte-sur-Seine |
| Suzanne Valadon       |                          | Pierrefitte-sur-Seine |
| Mairie de Pierrefitte |                          | Pierrefitte-sur-Seine |
| Alcide d'Orbigny      |                          | Pierrefitte-sur-Seine |
| Jacques Préver        |                          | Pierrefitte-sur-Seine |
| Butte Pinson          |                          | Pierrefitte-sur-Seine |
| Les Cholettes         |                          | Sarcelles             |
| Les Flanades          |                          | Sarcelles             |
| Paul Valéry           |                          | Sarcelles             |
| Lochères              |                          | Sarcelles             |
| Garges – Sarcelles    |                          | Sarcelles             |